# Nikka Costa
Nikka Costa (* 4. června 1972) je americká zpěvačka. Narodila se v Tokiu jako dcera amerického hudebníka Dona Costy. Hudbě se věnovala již od dětství a své první album nazvané Nikka Costa vydala již v roce 1981. Později vydala několik dalších alb. V roce 2010 zpívala v písni „Kick“ z desky Original Sin australské skupiny INXS. Jejím manželem je australský hudebník Justin Stanley. Spolupracovala také s kytaristou Ericem Claptonem.
Kromě hudby jsou její vášní plavání a tanec.[zdroj⁠?!]

## Diskografie
- Nikka Costa (1981)
- Fairy Tales nebo Cuentos de Hadas (1983)
- Here I Am… Yes, It's Me nebo Loca Tentación (1989)
- Butterfly Rocket (1996)
- Everybody Got Their Something (2001)
- can'tneverdidnothin' (2005)
- Pebble to a Pearl (2008)